# 1968 à Caen
 (juin 2021).
L'année 1968 à Caen a été marquée par trois événements : les grèves ouvrières et la nuit d'émeute du 26 et 27 janvier ; les mois de mai et juin dans le cadre des événements de mai 68 et enfin l'affaire du Théâtre-Maison de la Culture (TMC) au mois de décembre.
L'historiographie de Mai 68 a montré dans les années 1990 que la révolte étudiante avait eu lieu sur l'ensemble du territoire et pas seulement à Paris, dès le mois de février comme lors du Mai 68 à Nantes ou dans les résidences universitaires de nombreuses villes de province, pour constituer le plus important mouvement social de l'histoire de France du XXe siècle.

## De la grève à la jacquerie ouvrière

### Un ministre chahuté par les étudiants
À la rentrée 1967-1968, l'université de Caen compte 10 000 étudiants. Le 18 janvier, le ministre de l'Éducation, Alain Peyrefitte est attendu pour inaugurer le nouveau bâtiment des Lettres sur l'actuel campus 1. Les étudiants de l'AGEC-UNEF ont prévu de manifester notamment parce que le ministre leur a refusé une entrevue. Le ministre arrive en « catimini » protégé par des gendarmes mobiles. À l'extérieur du bâtiment, 1 500 étudiants l'attendent sous la pluie. Après le discours d'un leader de l'UNEF, les étudiants se scindent en deux groupes : l'un va défiler en ville et l'autre reste sur le campus. C'est avec ce second groupe que des échauffourées débutent avec la police. Un camion transportant du charbon passe devant le campus et des étudiants en profitent pour subtiliser des boulets de charbon. Ils les lancent sur les forces de l'ordre qui répondent par des gaz lacrymogènes. Finalement, le ministre décide de recevoir une délégation. Cette dernière ressort sans avoir eu l'impression d'être écoutée.

### Des grèves dans l'agglomération
À l'usine Saviem de Blainville-sur-Orne, les revendications sociales portent sur les salaires. Après avoir déposé une pétition de 3 000 signatures à leur direction demandant une augmentation de salaires de 6 %, la reconnaissance des droits syndicaux et la création d’un fonds de garantie de ressources en cas de réduction d’horaire, et devant le refus de celle-ci de négocier, les organisations syndicales organisent un grand meeting le jeudi 18 janvier devant les portes de l’usine. Près de 1 500 ouvriers prennent part au rassemblement et décident à une large majorité une grève illimitée à partir du mardi suivant jusqu’à satisfaction des revendications exprimées dans la pétition. 
Le vendredi 19 janvier, des débrayages ont lieu dans deux autres usines : Jaeger (600 ouvriers) et à la Sonormel (400 ouvriers). Dans le cas de Jaeger, il s’agit aussi d’une demande d’augmentation des salaires de 4 %. À la Sonormel, la direction n’accorde qu’une augmentation de 2 % alors qu’elle avait signé l’année précédente un accord qui donnait 3 % d’augmentation.
Le mardi 23 janvier, un meeting est organisé à 8h du matin pour la mise en place effective de la grève votée le vendredi précédent. Il est massif et les piquets de grève sont dressés aux portes de l’usine. Il est évoqué pour la première fois une marche sur Caen. Une manifestation rassemble 1 500 personnes qui vont porter les revendications à la direction du travail. Le mercredi 24, aux alentours de 3h45 du matin, le préfet de région, Gaston Pontal, fait intervenir les gendarmes mobiles pour dégager les piquets de grève. Les ouvriers arrivent peu à peu à partir de 7h, les nombreux grévistes apprennent ce qui s’est passé quelques heures avant leur arrivée. Excédés, ils décident d’aller demander des comptes au préfet et de marcher sur Caen. Les autorités prennent peur et un escadron de gendarmes mobiles est placé au niveau de l’hôpital Clemenceau sur la route de Ouistreham. Les plus jeunes grévistes, souvent des OS (ouvrier spécialisé) venus des campagnes environnantes – Jean Lacouture utilisera d’ailleurs le terme de « jacquerie ouvrière » pour décrire ces événements – sont en première ligne. Ils sortent des boulons de leurs poches et commencent à les lancer sur les forces de l’ordre. Ces derniers répliquent violemment, il y a une dizaine de blessés côté manifestants. Les grévistes sont très énervés contre l’autoritarisme du préfet mais aussi contre la direction de l’usine qui a fait la demande au préfet d’enlever les piquets de grève. Il y a vraiment un sentiment d’injustice chez les ouvriers car, quelques semaines auparavant, des agriculteurs avaient défilé violemment dans Caen sans que la police soit envoyée.

### La manifestation du 26 janvier
À la suite de cette répression, les syndicats et des partis de gauche appellent à une manifestation le vendredi 26 pour défendre la liberté de manifester et protester contre la répression. Le jour venu, plusieurs usines se mettent en grève (Jaeger et Sonormel), des débrayages ont lieu dans d'autres entreprises. À 18h30, près de 7 000 personnes se massent place Saint Pierre à l’appel de la Confédération générale du travail (CGT), de la Confédération française démocratique du travail (CFDT) et de Confédération générale du travail - Force ouvrière (FO) soutenues par la Fédération de l'Éducation nationale (FEN) et l’Union nationale des étudiants de France (UNEF). Toute la journée, le préfet a fait pression sur les organisateurs afin qu’aucun débordement n’ait lieu. Des renforts de police sont arrivés sur Caen, la préfecture est barricadée par un système de barrières. Après les prises de parole, les manifestants défilent dans les rues de Caen au cri de « Oui au respect des droits syndicaux, oui à l’augmentation des salaires ». Le défilé se passe sans problème jusqu’aux abords de la préfecture.
La tête de cortège passe sans problème rue Lebret, mais cela se passe différemment pour la queue de cortège. Elle est essentiellement composée d’OS et de quelques étudiants. Malgré l’intervention, parfois énergique du service d’ordre syndical, ces jeunes ont envie d’en découdre avec les forces de l’ordre. Certains ont des barres de fer, la plupart ont les poches remplies de projectiles. Les barrières qui barrent la rue Auber sont enlevées par des manifestants. La réaction préfectorale est immédiate : des grenades lacrymogènes sont envoyées en grand nombre sur les manifestants. L’air devient irrespirable autour de la préfecture, les spectateurs du théâtre municipal sont obligés de sortir car le système d’aération a été contaminé. Les affrontements sont violents entre jeunes grévistes et forces de l’ordre. Des renforts de compagnies républicaines de sécurité (CRS) arrivent vers 2h du matin, les affrontements reprennent de plus belle. Des vitrines, des poteaux de signalisations sont détruits, la chambre de commerce est attaquée. On signale un camion de pneus enflammé. Les derniers affrontements se terminent vers 5h du matin. On compte alors 36 hospitalisations côté manifestants (200 blessés au total), 85 interpellations. 13 manifestants sont jugés en procédure de flagrant délit et deux sont condamnés à deux mois de prison ferme. Durant le week-end, la solidarité s’organise, de nombreuses quêtes sont effectuées, les étudiants y participent activement.

### L'évacuation de l'usine SAVIEM
Dans la nuit du dimanche 28 au lundi 29 janvier, des CRS arrivent aux abords de l’usine Saviem. Il y a encore des grévistes qui tiennent les piquets de grève. Les voyant arriver, ils décident de ne pas réagir. De plus, ils sont en infériorité numérique. Les CRS démontent les piquets de grève pendant que certains grévistes jouent aux cartes sur un poteau de signalisation. À 1h du matin, le directeur de l’usine entre. À 1h40, 25 camions de CRS entrent à leur tour dans l’usine. Des gendarmes mobiles prennent position autour de l’usine. Au petit matin, les ouvriers qui arrivent devant les portes sont surpris de ce déploiement de force. Les non-grévistes peuvent rentrer dans l’usine sous la protection de la police, la reprise n’est que très partielle. À 8h du matin, un meeting est organisé au stade de Colombelles pour faire le point sur la situation. En solidarité avec les ouvriers de la Saviem, une grève de 24h est déclenchée à la SMN pour le mardi 30. Des négociations sont toujours en cours entre direction et syndicat.
Le mardi 30, ils sont encore plusieurs milliers au meeting devant les portes de l’usine même si la tendance est quand même à la reprise du travail. De nouvelles grèves sont déclenchées dans l’agglomération : Radiotechnique, Moulinex. Après le meeting, une marche sur Caen est organisée, afin de ne pas s’affronter directement avec les forces de l’ordre, les organisateurs décident de passer par des petits chemins. Arrivés à la Demi-Lune, les manifestants sont invités à prendre la route de Cabourg pour rejoindre la SMN. Quelques-uns veulent continuer en ville mais les responsables syndicaux les dissuadent. Le mercredi 31 janvier, une délégation de syndicalistes est reçue au siège de la Saviem à Suresnes en banlieue parisienne puis au ministère du travail. Ces négociations ne donnent rien. Celles engagées à Jaeger et la Sonormel sont un échec. Le meeting du jeudi matin ne rassemble que 500 personnes devant la Saviem. Le lendemain, ils sont guère plus d’un millier et votent la continuation du mouvement par 502 pour contre 272. Mais les organisations syndicales estiment que la participation est trop faible au vu du nombre de salariés de l’usine. Ils décident de suspendre le mouvement en appelant à utiliser d’autres formes pour faire aboutir les revendications. Le samedi 2 février, les négociations échouent une énième fois sur les salaires mais les syndicats obtiennent qu’aucune sanction soit prise envers les grévistes. Par contre, à Jaeger, les négociations aboutissent aux 4 % d’augmentation de salaires demandées. Le 6 février, un accord est trouvé entre syndicat et direction de la Sonormel, le travail reprend.
Malgré la fin de la grève à la SAVIEM, des débrayages ont souvent lieu dans l’usine. Ils sont souvent l’œuvre d’inorganisés, soutenus le plus souvent par la CFDT (les autres syndicats l’accusent d’en être l’initiatrice). Des défilés sont aussi organisés dans les ateliers. Après un nouvel échec des négociations, un piquet de grève est installé le mardi 13 février à l’initiative de la CFDT. Les grévistes sont les plus jeunes ouvriers. Ils s’opposent, parfois violemment, à l’entrée des non grévistes. Cette action brise le front syndical et entraîne, de fait, la fin du mouvement. D’autant plus que la semaine suivante, la direction met à pied une vingtaine des grévistes les plus en vue (dont 5 de la CFDT).

## Le mai caennais

### Les revendications étudiantes
Après les événements du mois de janvier, le mouvement de mai 68 débute à Caen grâce aux étudiants de sociologie. Ces derniers réclament un véritable second cycle pour leurs études car la réforme Fouchet - du nom du ministre de l'Éducation nationale - a limité l'enseignement de la sociologie au premier cycle. Après la licence, les étudiants sont obligés de changer d'université s'ils veulent prolonger leurs études. Après des pétitions et des motions qui ne donnent rien, ils décident, pour le lundi 6 mai, d'occuper l'institut de sociologie située au 5e étage du bâtiment Lettres. Le directeur de l'institut, Claude Lefort, soutient le mouvement ainsi que l'AGEC-UNEF. Parallèlement, l'AGEC-UNEF, en réaction aux événements parisiens du vendredi 3 mai, se réunit à la hâte et organise un rassemblement de soutien pour le 6 en fin d'après-midi. Malgré la diffusion d'un tract dans les cités U et les graffitis inscrits sur le bâtiment Lettres, il n'y a guère plus de 500 personnes pour ce meeting de soutien. Après le rassemblement, les étudiants partent en cortège pour défiler en ville. On peut noter la présence d'une dizaine d'étudiants casqués et armés de manches de pioche… qui servent à porter de petites pancartes. Les principaux slogans scandés sont « non à la répression », « Roche [recteur de Paris] démission » ou bien le fameux « unité travailleurs étudiants ». Ce cortège fait un peu peur aux commerçants du centre ville qui s'empressent de baisser leurs rideaux au passage des étudiants ; la manif du 26 janvier est encore dans toutes les têtes. Quelques vitres sont néanmoins brisées au commissariat central et à la préfecture où une délégation de l'AGEC est reçue. Elle demande la libération des camarades parisiens et la création d'une maîtrise de sociologie. Le Syndicat national de l'enseignement supérieur (SNESUP), quant à lui, décide d'une grève pour protester contre les brutalités policières à Paris. L'AGEC-UNEF lance un mot d'ordre de grève pour le mardi 7 mai.
Après la sociologie, le mouvement commence à se développer dans d'autres instituts, le jeudi 9 mai, une réunion d'information en Sciences regroupe près de 300 personnes en amphi Fresnel. La grève se poursuit en sociologie et commence à faire des émules dans les autres départements du bâtiment Lettres. Le vendredi 10 mai, la grève est totale en Lettres, les piquets de grève « explicatifs » sont remplacés par des piquets « impératifs » interdisant la tenue des cours. Les sciences se mettent aussi en grève. Une grande banderole est posée sur les fenêtres de l'institut de sociologie : « la fac aux étudiants ». Un meeting, à l'appel de l'AGEC, rassemble près de 1 200 étudiants. Pour la première fois, des représentants des organisations syndicales ouvrières sont présents. Ces derniers affirment leur soutien au mouvement étudiant. Après le meeting, les étudiants prennent la direction du centre ville pour défiler ; le nombre de participants est estimé à 2 000. La police n'est pas présente sur le parcours de la manifestation mais la tension est palpable. En passant devant la préfecture, qui n'est pas protégée par les forces de l'ordre, plusieurs étudiants profitent pour écrire des slogans : « Libérez nos camarades », « CRS=SS », « De Gaulle assassin ». D'autres graffitis sont inscrits sur la chambre de commerce. Le samedi 11 mai au matin, alors que les étudiants ont appris ce qui s'est passé dans la nuit à Paris, une assemblée générale décide l'occupation permanente de la faculté de Lettres. Des étudiants sont d'ailleurs chargés de surveiller le bâtiment en permanence pour contrer toute tentative de commandos d'extrême droite ; ces derniers ont agressé, la veille, le président de l'AGEC-UNEF, Daniel Grisel.

### La solidarité interprofessionnelle

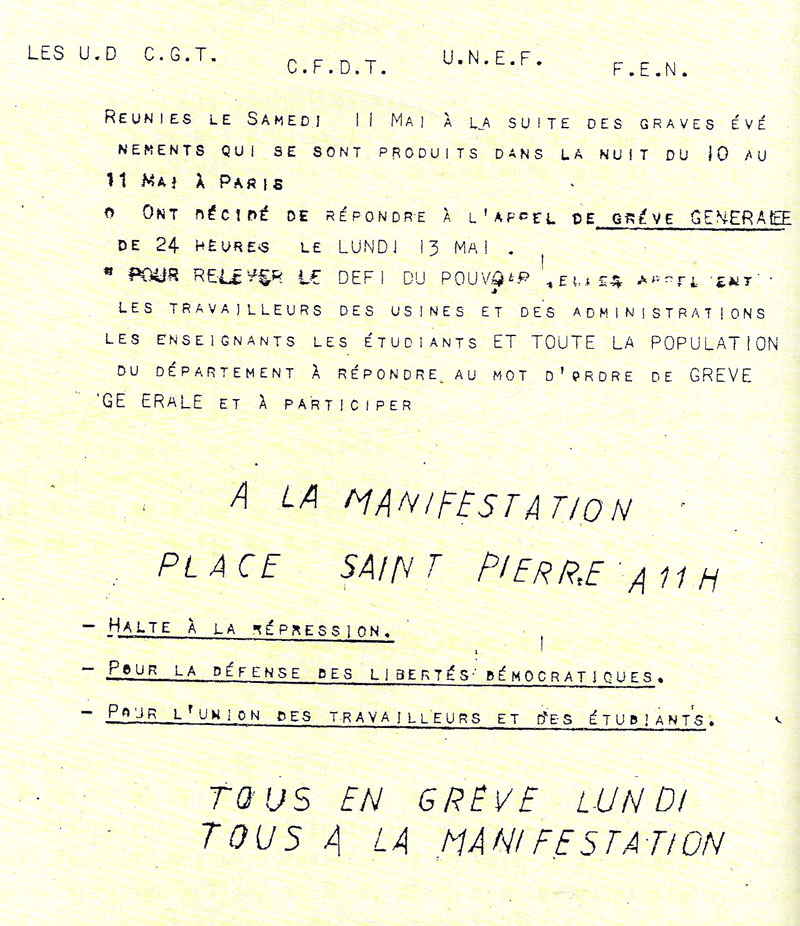
Tract du 13 mai

Après les incidents du Quartier latin du vendredi 10 mai, l'AGEC-UNEF a contacté les organisations syndicales locales pour préparer une riposte unitaire. Au niveau national, les centrales syndicales ont lancé un mot d'ordre de grève pour le lundi 13 mai. À l'échelon caennais, ce mot d'ordre est répercuté et bien appliqué. Le taux de grévistes est assez important : 96 % à EDF, 90 % aux PTT et à la Sonormel, 85 % chez Jaeger, 80 % à la SNCF, 70 % à la SMN. Quel que soit le secteur d'activité, la participation est active ; cela augure une manifestation importante. Sur les coups de 11h, les premiers manifestants arrivent place Saint-Pierre. La foule grossit à vue d'œil et bientôt, entre 7 000 et 10 000 personnes sont présentes. Outre la violence policière à Paris, un grand nombre de présents souhaitent aussi marquer le coup des 10 ans de pouvoir de de Gaulle. Le cortège s'ébranle en ville après les discours des responsables syndicaux ouvriers et étudiants. Malgré le monde, aucune force de police n'est visible sur le parcours. Quelques personnes tentent, sans succès, de s'attaquer à la préfecture, mais le service d'ordre syndical les en dissuade. À l'issue de la manifestation, les étudiants remontent sur le campus et tiennent une AG dans le grand amphi de Lettres. En tout état de cause, cette première journée de grève est une réussite et la manifestation montre bien la détermination des grévistes.

### L'université s'autonomise
Mais c'est à l'université que le mouvement passe à une vitesse supérieure. En Lettres, le doyen a suspendu les cours. Des commissions sont mises en place, associant étudiants et enseignants, sur des thèmes en rapport avec l'université ou la société : fonction productive de l'université, luttes ouvrières et luttes étudiantes, nécessité d'une révolution pédagogique, examens, fonction idéologique de l'université et rôle de l'intellectuel dans la société. La faculté des Lettres va connaître une situation quasi inédite. Le 15 mai, alors que le doyen a décidé de convoquer une assemblée générale, les étudiants de sociologie et l'une de ses représentants, Claude Salesse, proposent tout simplement la dissolution de l'assemblée de la faculté au profit d'une assemblée générale provisoire (A.G.P.) composée de délégués étudiants et enseignants. La proposition des étudiants de sociologie est approuvée par l'AG. L'assemblée « réglementaire » se retire alors pour délibérer. Et surprise, celle-ci décide, par 32 voix contre 2 et 1 bulletin blanc, de remettre ses pouvoirs à l'assemblée provisoire. Des élections pour les délégués étudiants sont fixées à la fin du mois de mai, le temps de les informer du nouveau fonctionnement de la faculté. Des étudiants en sciences tentent de mener la même expérience dans leur faculté, mais ils se heurtent au conservatisme de leurs enseignants, menés notamment par le mathématicien Roger Apéry. Après les déclarations de Georges Pompidou à la radio le soir du 16 mai, les étudiants se réunissent en Aula Magna pour une AG centrale. Ils décident de répondre aux propos du premier ministre en déclarant l'université de Caen « populaire et autonome ».

### L'agglomération en grève
Du côté des salariés, les ouvriers de la Saviem sont les premiers à se lancer dans la grève illimitée. Le 17 mai, l'ensemble des organisations syndicales de l'entreprise ont convoqué un meeting puis un vote à bulletin secret. Avec 34 bulletins d'avance, le principe de grève illimitée avec occupation est voté. Il prend effet immédiatement. Le 18, au petit matin, c'est au tour des cheminots de cesser le travail et de hisser le drapeau rouge sur la gare. Le théâtre maison de la culture (T.M.C.) est, quant à lui, déclaré ouvert à tous par son directeur, Jo Tréhard. Le lundi 20 mai, c'est au tour de la SMN de se déclarer en grève illimitée à une large majorité (400 voix d'écart), puis de Jaeger (100 voix d'écart). Les grosses usines de l'agglomération caennaise sont en grève illimitée et l'université s'est déclarée autonome. Les Caennais ont bien répondu présent et en masse à cette première véritable semaine de mai 68.
Le lundi 20 mai, d'autres usines caennaises se mettent en grève : la Radiotechnique, la Sonormel, Air Liquide, Citroën. De nouvelles administrations se mettent aussi en grève : la sécurité sociale, EDF-GDF et le Théâtre Maison de la Culture. Du mai étudiant, le mouvement bascule vers ce que les historiens appellent le mai ouvrier car c'est désormais les salariés qui vont tenir le haut du pavé. Néanmoins, les étudiants restent toujours présents - c'est une des spécificités caennaises - et participent activement, notamment par les collectes, à la lutte des salariés. Au soir, du 20 mai, on compte près de 21 usines en grève dans le Calvados. Cette vague de grèves et d'occupations fait effet boule de neige, et le 21 mai, de nouvelles usines et administrations rentrent dans le mouvement : le port de Caen, Moulinex, quelques entreprises du bâtiment. Un vent de panique commence à souffler sur la ville. Les vieux réflexes issus de l'occupation réapparaissent : on fait la queue devant certaines stations services, banques ou magasins. La Banque de France est elle-même en grève, mais le directeur a demandé aux grévistes de ne pas occuper les locaux et de se placer devant le bâtiment, on ne sait jamais ce qu'aurait pu faire les grévistes de l'argent stocké dans les coffres. Au soir du 22 mai, la CGT annonce 40 000 salariés du privé en grève, du jamais vu dans l'histoire sociale du département. Le patronat se fait discret tout comme l'autorité préfectorale. On signalera seulement la protection du studio de la télé régionale par des militaires ainsi que l'émetteur télé du Mont Pinçon.
À l'université, la faculté des Lettres s'autogère. Les discussions vont bon train. L’Assemblée Générale Provisoire (A.G.P.) décide le 22 mai de créer une délégation permanente composée d'enseignants, étudiants et du personnel qui est chargée de gérer la faculté entre les sessions de l'A.G.P. Cette délégation permanente a le pouvoir de décision sur la faculté bien que légalement, le pouvoir est toujours entre les mains du doyen André Journaux. Mais ce dernier joue le jeu de la démocratie estudiantine et ne s'oppose pas aux décisions prises par l'A.G.P.
Le vendredi 24 mai, la grève s'étend aux "grands magasins" : les galeries Lafayette, Monoprix, puis le Bon Marché ; les transports en commun s'y mettent aussi : les Courriers Normands et la CTC. Les étudiants reviennent dans la rue en organisant leur grande marche. Ils partent de la maison de l'A pour aller à la rencontre des ouvriers en grève des différentes usines de l'agglomération caennaise. En tête de cortège, les étudiants ont déployé un drapeau rouge et une grande banderole "À bas la répression" avec un dessin de Siné. Le cortège prend la direction de la gare où ils sont salués par quelques cheminots. Ils continuent ensuite vers la Demi-Lune où ils se posent afin de savoir vers quelle usine ils vont se diriger. Finalement, ils prennent la direction de Cormelles-le-Royal pour aller saluer les ouvriers de Moulinex et Citroën. La grande marche se termine devant ces usines car une manifestation de salariés est prévue à 17h30 devant la préfecture. Depuis la manifestation du 13 mai, les grévistes n'étaient plus descendus dans la rue. Le rassemblement devant la préfecture est un succès, bien qu'il y ait moins de monde que le 13, il y a près de 4 000 personnes qui défilent dans les rues de Caen au cri de « unité des travailleurs et des étudiants », « le pouvoir aux travailleurs ». Nouveauté, on entend des slogans à caractère politique : « la chienlit, c'est de Gaulle », "la gauche au pouvoir". La manifestation se termine sans incident notoire contrairement à ce qui se passe à Paris, Strasbourg, Nantes ou Lyon.

### Le référendum et les accords de Grenelle
Le 24 mai au soir, de Gaulle annonce à la télé un référendum sur la participation dans les entreprises pour le mois de juin afin de calmer la contestation ouvrière. Malheureusement pour lui, cette annonce passe mal parmi les ouvriers ; les organisations syndicales dénoncent le plébiscite dissimulé car de Gaulle s'engage à quitter sa fonction si le non l'emporte. Le samedi 25 mai, Georges Pompidou ouvre les négociations entre patronat et salariés au siège du ministère du travail, rue de Grenelle. Le week-end du 25 et 26 mai est essentiellement consacré aux visites des familles des grévistes dans les usines occupées. L'ambiance est à la décontraction et la détermination des grévistes n'est pas sur le point de s'essouffler.
Le lundi 27 mai marque un tournant dans le mouvement. Les discussions de Grenelle ont débuté depuis le samedi 25 et ce lundi 27, les premières conclusions doivent être annoncées aux salariés. Surprise, aucun syndicat n'a, pour le moment, signé le protocole d'accord qui prévoit une augmentation des salaires de 10 % (en deux étapes), une augmentation du SMIG de 35 %. L'accueil dans les usines occupées est plutôt frais. Pour beaucoup, ce n'est pas assez et l'ambiance est à la poursuite du mouvement. Dans la matinée, de nouvelles entreprises se mettent en grève (13 en plus), ce qui représente près de 70 000 grévistes dans le secteur privé sans compter les fonctionnaires. La tension est parfois palpable entre grévistes et non-grévistes. À la Radiotechnique, des non-grévistes tentent de rentrer dans l'usine occupée avec l'aide de membres de la direction. Les grévistes, avec l'aide de quelques étudiants, arrivent à les en empêcher. La direction décide donc de maintenir la fermeture de l'usine.
À l'université, on sent aussi que le mouvement peut basculer dans un sens ou dans un autre. Le comité d'action juge l'attitude de l'AGEC-UNEF trop molle et prône la jonction avec la classe ouvrière. Le comité d'action appelle à une manifestation devant le phénix à 10h30. Ils descendent le Gaillon au son de l'Internationale, le drapeau rouge bien en évidence. Place de la mare, ils rencontrent les ouvrières de la Radiotechnique qui étaient descendus en ville pour « fêter » la poursuite de l'occupation de leur usine. Ce groupe étudiants/ouvrières se dirige vers la chambre de commerce et d'industrie. Un étudiant grimpe sur le bâtiment et y accroche le drapeau rouge. Les étudiants se dirigent ensuite vers le siège de l'Union démocratique pour la Ve République. Arrivés devant, ils forcent la porte et mettent à sac le local. Les papiers sont jetés par terre puis incendiés. Les étudiants quittent les lieux alors que l'incendie commence à se propager.

### Caen ville morte
Le mercredi 29 mai, Caen connaît, pour la première fois de son histoire, un blocage total. Une intersyndicale CGT-CFDT-FEN-UNEF décide de bloquer l'accès à la ville via 8 points stratégiques (Demi-Lune, Cygne de Croix, viaduc de la Cavée, pont de Vendœuvre, carrefour de Venoix, rue de Bayeux, route de la Délivrande, route de Ouistreham). Bien entendu, le préfet interdit cette opération mais les ouvriers et étudiants passent outre sa décision. De 15h à 19h, aucun véhicule ne peut entrer ou sortir de Caen (mis à part les véhicules d'urgence). Le préfet, prévoyant des incidents, a fait venir des renforts de CRS et gendarmes mobiles, mais ces derniers sont restés le pied à terre car aucun incident sérieux n'a été à signaler. En ville, l'ambiance est surréaliste : peu d'animation, peu de circulation. Les Caennais, par peur, sont restés chez eux. Mais ce calme relatif cache la réaction des gaullistes.

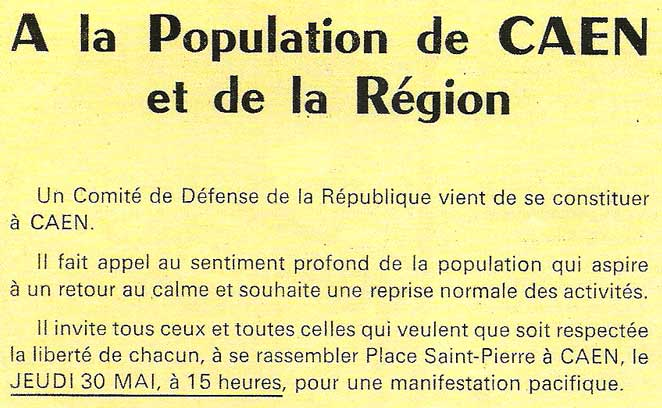
Tract du CDR

Après l'incendie du siège de l'UD Ve, puis cette opération Caen ville fermée, les partisans du pouvoir s'organisent. Un comité de défense des libertés est mis en place alors que les accès de la ville sont bloqués par les grévistes. Une délégation de ce comité se rend à la préfecture pour signaler sa création. L'accueil du préfet est chaleureux. Celui-ci apprend à la délégation qu'une manifestation aura lieu le lendemain à Paris pour soutenir de Gaulle. Le comité décide donc de convoquer une manifestation pour le jeudi 30 mai à 15h place Saint-Pierre. La manifestation est annoncée via des tracts distribués durant la matinée et une escouade de voitures munies de haut-parleurs. À 15h, il y a déjà plusieurs milliers de gaullistes mais, aussi, de leur propre initiative, des étudiants et des grévistes. La Marseillaise répond à l'Internationale et inversement. Les partisans de l'ordre sont environ 7 000. Ils défilent avec des banderoles demandant la liberté de travailler mais aussi la liberté d'expression. Les manifestants passent devant la préfecture où le préfet Gaston Pontal reçoit une délégation. Les manifestants poursuivent leur périple en se dirigeant vers le monument aux morts de la place Foch. Les étudiants et les ouvriers veulent les empêcher et forment une chaîne. Ils se font charger et sont obligés de céder face aux gaullistes qui entonnent une Marseillaise. Les partisans de l'ordre prennent ensuite la direction de la place de la Résistance pour se recueillir sur le monument aux déportés. La manifestation se termine devant la préfecture où le préfet a fait installer des haut-parleurs pour diffuser l'allocution du général de Gaulle.
Les organisations syndicales, loin d'être découragées par cette démonstration gaulliste, convoquent une nouvelle manifestation pour le vendredi 31 mai. C'est la seule en France à répondre aux manifestations gaullistes. Et c'est un succès. Près de 15 000 personnes répondent à l'appel des organisations syndicales, soit la plus importante manifestation du mai caennais. Le cours général de Gaulle, qui borde la prairie, est rebaptisé "boulevard de la grève". C'est une démonstration de force de la part des grévistes, mais cela masque mal l'amorce de la fin de la grève qui est en train de se dessiner. Ce vendredi 31, le préfet fait rouvrir les portes de la poste place Gambetta. Les Courriers Normands et la sécurité sociale mettent fin à leur grève. Les grands magasins font de même. Le week-end de la Pentecôte s'annonce long et décisif pour la poursuite ou non du mouvement.

### La reprise du travail
Après les 3 jours intenses que vient de connaître Caen (opération ville fermée, manifestation gaulliste, contre manifestation), le début du mois de juin est décisif pour la poursuite du mouvement. Plusieurs leaders syndicaux ont peur que le protocole d'accords de Grenelle influence l'opinion des grévistes. Et, malheureusement pour eux, la tendance chez les grévistes est à la reprise du travail après ce qui a été gagné. En effet, pour beaucoup de grévistes, en quelques semaines de grève, il a plus été gagné qu'en plusieurs années. Le coût de la grève commence à peser chez plusieurs grévistes malgré la mise en place de caisse de solidarité. De même, le manque de débouché politique a calmé les ardeurs de nombreux grévistes. Le lundi 3 juin, les ouvriers de la SMN votent largement la reprise du travail (1 899 pour, 421 contre), ils sont suivis le mardi 4 juin par la Sonormel, les courriers normands, la Radiotechnique et Moulinex. Le mercredi 5, c'est au tour de Citroën, des dockers, des ciments français et de la SNCF. Le dernier bastion reste la Saviem. La direction de l'usine joue d'ailleurs avec les nerfs des ouvriers en jetant de l'huile sur le feu. Elle fait publier un communiqué dans lequel elle affirme que si le travail reprend le 4 juin, une prime exceptionnelle sera versée au mois de juillet. Le 4 juin au matin, un meeting est organisé par les grévistes sur la reconduite ou non de la grève. Les non-grévistes en profitent pour forcer les piquets de grève et réussissent à rentrer dans l'usine occupée. Les échauffourées sont assez sérieuses entre ouvriers. À l'intérieur, ils organisent un semblant de vote qui donne la majorité à la reprise du travail. La CFDT et la CGT contestent le vote de la reprise du travail et obtiennent qu'un autre vote à bulletin secret soit effectué le lendemain, en dehors de l'usine et sans que la question de la prime soit agitée. Le mercredi 5 juin, la situation est encore plu tendue que la veille. Les non grévistes sont venus en nombre et, comme la veille, tentent par tous les moyens de pénétrer dans l'usine. Les coups sont encore plus violents que la veille, des manches de pioche servent pour frapper. Après une heure de jeu du chat et de la souris et d'affrontements, les grévistes perdent l'usine. Le vote à bulletin secret commence à 14h dans le gymnase. Le résultat est connu le lendemain : 2 435 pour la reprise du travail, 1 486 contre. Le mouvement ouvrier de mai est donc bien terminé.

### La faculté des Lettres en autogestion
À l'université, les réflexions entamées en Lettres aboutissent à création de l'Assemblée Générale de la faculté de Lettres. Elle siège pour la première fois le mardi 4 juin et proclame « qu'elle est la seule interlocutrice valable vis-à-vis du gouvernement et qu'elle est souveraine quant à toutes les décisions qui doivent être prises dans cette faculté ». Elle est composée de 247 membres (105 professeurs, 13 chargés d'enseignement, 120 étudiants et 7 personnels technique et administratif). Cette AG succède à l'Assemblée Générale Provisoire. L'AG gère, de fait, la faculté des Lettres ; le doyen se contentant d'appliquer les décisions prises par l'AG. Entre les séances de l'AG, une délégation permanente gère au quotidien la faculté. En sciences, ce système a échoué à cause de la résistance des professeurs qui ne voulaient pas partager le pouvoir avec les étudiants. Sur le campus, la vie continue de s'organiser, le 7 juin, un Comité Révolutionnaire d'Action Culturelle (C.R.A.C.) est créé. Il débouche sur la création du T.R.U.C (Théâtre Révolutionnaire de l'Université de Caen). Mais la répression du mouvement commence à se faire sentir. Le 9 juin, une perquisition a lieu chez un militant d'extrême-gauche. Il est écroué. Du coup, l'AGEC-UNEF et les comités d'action appellent à une manifestation en soutien aux derniers grévistes et contre la répression (à mettre en parallèle avec les affrontements à Sochaux et Flins). La manifestation du 12 juin, essentiellement étudiante, est la dernière du mouvement. Malgré l'interdiction de manifestation décrétée par le gouvernement, les étudiants et quelques ouvriers se rassemblement place Saint-Pierre en fin d'après midi puis défilent dans les rues de Caen. Seule la CFDT a appelé à manifester.   

### La répression
À la tête de l’État, le ministre de l'Intérieur est changé. Il s'agit désormais de Raymond Marcellin, un dur, qui va s'efforcer de traquer toutes les organisations "gauchistes". Le 12 juin, le nouveau ministre fait interdire la plupart des organisations d'extrême-gauche : Jeunesse communiste révolutionnaire (JCR), Union des jeunesses communistes marxistes-léninistes, Parti communiste internationaliste, Fédération des étudiants révolutionnaires, Organisation communiste internationaliste, Parti communiste marxiste-léniniste de France, mouvement du 22-mars. Les conséquences sur le terrain sont rapides. Le dimanche 16 juin au matin, des dizaines de policiers pénètrent dans les appartements de sept étudiants et d'un professeur (Claude Mabboux-Stromberg). Ils sont poursuivis pour « atteinte à la sûreté de l’État ». Les policiers n'hésitent pas à dévaster littéralement les appartements des inculpés, à la recherche de matériel suspect (la plupart du temps, des tracts). Chez le professeur Mabboux-Stromberg, les policiers sont bien plus précautionneux : ils remettent systématiquement en place les affaires qu'ils fouillent. Un policier qui trouve des papiers compromettant sur la guerre d'Algérie est rabroué par son commissaire : « on est pas venu pour ça aujourd'hui ». Leur garde à vue ne dure qu'une journée, mais met en émoi tout le milieu militant. Les membres de la JCR planquent « la ronéo et les documents compromettants ». Une page est définitivement tournée le 18 juin avec le retrait du drapeau rouge qui flottait depuis la mi-mai sur la galerie vitrée.

### Les législatives anticipées
La dernière phase du mouvement concerne ce que les étudiants ont appelé « la farce électorale ». Le dimanche 23 juin, la participation aux élections législatives est importante. Les gaullistes sont représentés par le député sortant, le docteur Buot. La gauche traditionnelle arrive difficilement à se mettre d'accord sur le nom d'un candidat unique. Il y a donc plusieurs candidats de gauche : Parti communiste français (PCF), Parti socialiste unifié, Fédération de la gauche démocrate et socialiste. Le docteur Buot frôle de peu la réélection au premier tour, le candidat du PCF arrive deuxième. Le 30 juin, le docteur Buot est réélu au terme d'une triangulaire. Il faut noter que c'est la ville même de Caen qui a donné le plus de suffrages aux gaullistes (mis à part les quartiers populaires), alors que la petite ceinture rouge a voté pour la gauche. Le mouvement de mai n'a pas trouvé dans les urnes le débouché que beaucoup de grévistes cherchaient à la fin du mois de mai.

## L'affaire du TMC
Le 26 juillet, le maire Jean-Marie Louvel décide de reprendre en main le Théâtre-Maison de la culture (TMC) qui existait depuis 1963. Il reproche au directeur Jo Tréhard sa programmation tout autant que sa participation au mouvement de mai. Afin de conserver son indépendance, Jo Tréhard démissionne de son poste et continue son aventure dans une salle paroissiale,. Au mois d'août, le ministère de la culture annonce son désengagement financier de la structure. Au bout de deux mois, la structure ne peut plus fonctionner et l'association qui la gère prononce sa dissolution fin octobre. Le TMC était fréquenté par les étudiants et ceux-ci s'organisent avec des élus de gauche dans une association appelée « les amis du TMC ». L'un des principales animateurs de l'association s'appelle Louis Mexandeau dont c'est la première incursion dans vie politique locale.
Le 18 décembre 1968, l'association des amis du TMC appelle à une manifestation devant le théâtre. Un millier de personnes répondent à l'invitation. Les étudiants sont présents avec une banderole « la confiture, c'est comme la culture, moins on en a, plus on l'étale ! ». Après une déclaration, le cortège prend la direction de la mairie. Le maire Louvel est absent. Un étudiant en profite pour tagger « Pas de Louvel, bonne nouvelle » sur l'un des murs de l'édifice.
La nouvelle équipe du TMC commence sa saison en janvier 1969. Les étudiants partisans de Jo Tréhard entendent se faire remarquer. Lors de la représentation du roi se meurt d'Eugène Ionesco le 10 janvier 1969, environ 200 étudiants empêchent les acteurs de jouer en lisant les répliques à l'avance. La représentation est finalement annulée et les étudiants sortent du théâtre en chantant l'Internationale. Le maire prend alors un arrêté interdisant les manifestations dans le théâtre. Le 21 janvier, pour la représentation de Cyrano de Bergerac, 150 étudiants sont accueillis dans le hall par des policiers. Après un face-à-face tendu, des étudiants sont interpellés. D'autres ont réussi à rentrer et perturbent la représentation avant d'être à leur tour embarqué. À l'extérieur, les policiers dispersent les manifestants à coup de lacrymogènes. Ces derniers reviennent quelques minutes plus tard armés de pierres, de briques et de planches. Des mini-barricades sont érigées, mais les policiers reprennent le contrôle de la situation et procèdent à 40 interpellations. Le reste des étudiants remonte sur le campus et occupe les locaux du rectorat. Les étudiants exigent la libération de leurs camarades. Ils obtiennent en partie gain de cause car le préfet s'engage à ce que les personnes ne tombant sous le coup d'une inculpation soient relâchées. Seules 6 personnes restent au commissariat pour « rébellion ou violences  et voies de fait sur agents de la force publique ».
Le 22 janvier, les étudiants s'organisent pour faire libérer leurs camarades. Une AG se tient dans l'amphi Pierre Daure et vote le principe de la grève. Le 23 janvier, les cours ne se déroulent pas en Lettres et peu en Sciences. 5 étudiants passent en début d'après midi devant le tribunal, 4 sont condamnés à un mois de prison avec sursis et une à 15 jours avec sursis. Le soir, une manifestation rassemble 3 000 personnes. Le dernier étudiant inculpé passe en procès le 29 janvier. La veille, une manifestation de soutien rassemble 1 000 personnes dans les rues. L'étudiant est condamné à un mois de prison ferme. Le procès a un retentissement national avec le déplacement du vice-président de l'UNEF Jacques Sauvageot. Il déclare lors de l'AG après le procès que « le pouvoir estime que la situation est mûre pour frapper le mouvement étudiant. Ce qui s'est passé ici a une signification nationale et aura une répercussion nationale. Il faut une réponse coup pour coup et immédiate à chaque tentative de répression ». L'AG décide d'occuper immédiatement le bâtiment Lettres de l'université. Près de 300 personnes l'investissent. Les responsables de l'université leur demandent de quitter les lieux, ce qu'ils refusent. Des cars de police arrivent sur les lieux. Pour la première fois dans son histoire, des policiers en tenue entrent dans les bâtiments. Ils demandent aux étudiants de quitter les lieux en leur indiquant que ses hommes n'exerceront aucune violence. Les derniers étudiants quittent les lieux vers 1h30. Le 7 février, l'étudiant, qui passe en appel, est condamné à 45 jours de prison avec sursis ; il est libéré sur le champ.